# Степлфорд, Салли-Энн
Са́лли-Энн Сте́плфорд (англ. Sally-Anne Stapleford, родилась 7 июля 1945 года в Уэртинге, Великобритания) — британская фигуристка, судья в фигурном катании.

## Карьера фигуристки
Выступала в 1950-е-60-е годы, в 1965 году выиграла серебряную медаль на чемпионате Европы в Москве. Продолжила традицию английской школы, в которой фигуристки развивались однобоко, уделяя внимание обязательным фигурам, а в произвольной программе выступали очень слабо, невыразительно. На Олимпиаде-64 Степлфорд в этих видах была, соответственно, 7-й и 19-й, на Олимпиаде-68 — 7-й и 17-й.

## Карьеры судьи
С 1972 стала судьёй ИСУ, а в 1988—2002 — членом, а затем председателем технического комитета ИСУ. Её оценки оказывались самыми низкими в случаях со спортсменами из социалистических стран. Яну Хоффману из ГДР на Олимпиаде-80 все судьи выставили оценки за артистизм 5,6-5,8, Степлфорд единственная поставила 5,5, причем и в короткой и в произвольной программе. На Олимпиаде-88 все судьи дали Катарине Витт из ГДР, в обязательных фигурах места с 1-го по 3-е, Степлфорд дала лишь 6-е, в короткой программе она также поставила её на самое низкое 3-е место, дав самую низкую оценку за технику — 5,6. Анне Кондрашовой (СССР) в обязательных фигурах все судьи дали места от 5-го до 11-го, Степлфорд — лишь 13-е, в короткой программе поставила ей самую низкую оценку 5,1, а в произвольной даже 4,8 (при том, что остальные судьи ставили от 5,0 до 5,6). На той же Олимпиаде идеальное, абсолютно безошибочное выступление советской пары Екатерина Гордеева — Сергей Гриньков, с элементами повышенной сложности, судьи щедро оценивали оценками 5,9, Степлфорд, однако, и в короткой и в произвольной программе ограничилась оценками 5,8 (в произвольной её оценка 5,8 оказалась самой низкой из всех оценок за артистизм). Елене Валовой — Олегу Васильеву в произвольной программе все судьи поставили оценки 5,7/5,8, Степлфорд единственная поставила явно заниженные 5,5/5,6. По сравнению с другими судьями Степлфорд также дала самое низкое место в короткой (8-е) и в произвольной (6-е) советской паре Лариса Селезнёва — Олег Макаров. Паре из ГДР Пегги Шварц — Александер Кёниг Степлфорд также дала самое низкое место в короткой программе (12-е).
Наиболее ярко тенденциозность Степлфорд как судьи, проявилась в скандале на Олимпиаде-2002, когда она, взбешённая после победы российской пары, опустилась до откровенного давления и оскорблений судьи из Франции Мари-Рен Ле Гунь, буквально набросившись на неё с бранными словами.
После Олимпиады-2002 она была смещена с поста председателя техкома, а затем в 2005 году была исключена из ИСУ, лишена статуса судьи и члена техкома.

## Спортивные достижения
| Соревнования/Сезон        | 1962—1963 | 1963—1964 | 1964—1965 | 1965—1966 | 1966—1967 | 1967—1968 |
| Олимпийские игры          |           | 11        |           |           |           | 11        |
| Чемпионаты мира           |           | 8         |           | 13        | 6         |           |
| Чемпионаты Европы         | 5         | 4         | 2         | 7         | 4         | 5         |
| Чемпионаты Великобритании | 1         | 1         | 1         | 1         | 1         |           |